# Manja Topper
Manja Topper (Amersfoort,1965) is een Nederlandse theatermaakster en actrice. Ze werd opgeleid aan de Toneelschool Arnhem, waar zij in 1993 afstudeerde. Samen met haar klasgenoten Kuno Bakker en Oscar van Woensel richtte zij toneelgezelschap Dood Paard op waar zij tot op heden werkt als deel van de artistieke kern. Daarnaast speelt zij regelmatig rollen in films en televisieseries en werkt ze als regisseur met jonge makers.
Samen met Wessel Schrik bracht zij in 2022 de voorstelling Het mysterie van niks en oneindig veel snot, een bewerking van het boek van Jan Paul Schutten.
In 2024 speelde ze bij het Amsterdam Poet's Theater in de solovoorstelling Julia (werktitel), waarin het verhaal van Romeo en Julia opnieuw vorm wordt gegeven door alleen Julia aan het woord te laten.